# 언어철학
언어철학(言語哲學)은 언어에 대해 다루는 철학의 한 분야이다. 언어철학은 넓게는 언어적 철학과 언어학의 철학, 언어의 철학을 모두 포함한다. 이 세가지는 근본적으로 서로 연관이 된다.

## 언어적 철학
영어의 linguistic philosophy의 번역어. linguistic philosophy는 (1) 드물게는 "언어 철학 philosophy"와 동의어로 쓰이기도 하지만 (2) 주로 20세기 영미권의 철학적 경향을 가리키는 분석철학과 유사어로 사용된다. 분석철학은 프레게의 논리학과 러셀의 언어 분석으로부터 방법론적 영감을 받아들인 철학의 유파로 볼 수 있는데, 철학적 문제들을 다루기 위해 언어 분석으로부터 출발하려는 태도를 취한다. 언어적 철학에는 크게 논리실증주의와 일상철학, 이렇게 두 유파가 있었다. 러셀과 초기 비트겐슈타인으로 대비되며 콰인 등으로 계승된 논리실증주의는 (1) 경험적으로 실증가능하며 (2) 논리적으로 명확한 언명만이 (과학적으로) 의미 있는 언어라고 생각하며 언어비판에 의한 형이상학의 거부를 주된 모티프로 삼았다. 후기 비트겐슈타인, 라일, 오스틴 등과 그들의 후예들을 포함하는 일상언어철학은 논리실증주의의 좁은 견해를 벗어나 언어의 비지시적 사용에 대해서도 시야를 확대했다. 그러나 1960년대 이후 분석철학의 발전은 다양한 흐름과 주제들이 공존하고 있다.

## 언어학의 철학
언어학의 철학은 과학철학의 한 부문이다. 언어연구의 이론과 방법등이 주제이다.

## 언어의 철학
언어의 철학은 언어의 기원과 발달에 대한 탐구로부터 시작되었으며, 오늘날에는 의사소통의 본질, 발화와 행위의 관계, 언어와 사고의 관계에 대한 연구로 그 범위가 확장되었다.

## 같이 보기
- 분석철학
- 담론
- 언어학
- 기호학